# Riu Haliàcmon
|  | «Haliàcmon» redirigeix aquí. Si cerqueu la divinitat fluvial, vegeu «Haliàcmon (mitologia)». |

El riu Haliàcmon (en grec: Αλιάκμονας, Aliàkmonas; en búlgar: Бистрица, Bístritsa) és un riu de la regió grega de Macedònia que neix a les muntanyes del Pindos i desemboca al Golf Termaic, a prop de Tessalònica. Segons el mite, el nom prové del déu Haliàcmon, fill d'Oceà i de Tetis, que era el déu protector del riu.
A l'antiguitat, segons Juli Cèsar, aquest riu marcava el límit de Macedònia amb Tessàlia. A la part inicial corria cap al sud-est, regant Elimea, i després cap al nord-est formant el límit entre Pièria, Eòrdia i Emàtia, fins a desaiguar al Golf Termaic o golf de Tessalònica. Segons Heròdot, el riu Haliàcmon estava unit a un altre riu, el Lídies, i tots dos desembocaven a un llac vora de Pel·la. Però el Lídies, posteriorment, va canviar el seu curs i va passar a desembocar directament a la mar Egea.